# Ranunculus weyleri
Ranunculus weyleri Marès – gatunek rośliny z rodziny jaskrowatych (Ranunculaceae Juss.). Występuje endemicznie na hiszpańskim wyspach Balearach. 

## Rozmieszczenie geograficzne
Rośnie endemicznie na Balearach. Został zarejestrowany na wyspach Majorka, Minorka, Ibiza, Formentera, Cabrera oraz Sa Dragonera. 

## Morfologia
LiścieLiście odziomkowe mają w zarysie owalny kształt. Liść jest na brzegu karbowany.
KwiatyMają wydłużone płatki, bardziej niż większość jaskrów.

## Biologia i ekologia
Roślina naziemnopączkowa. Rośnie w szczelinach skał. Kwitnie od czerwca do lipca. Preferuje stanowiska w cieniu. 
Roślina znana jest z pięciu subpopulacji znajdujących się na dwóch obszarach górskich w odległości 48 km od siebie. Na podstawie danych zebranych w latach 2007–2010, można ocenić, że populacja tego gatunku jest stabilna, a nawet ma lekką tendencję rosnącą. 

## Ochrona
Roślina została wymieniona w konwencji berneńskiej, dyrektywie siedliskowej oraz w krajowym katalogu. 
Głównym zagrożeniem dla tego gatunku jest presja ze strony zwierząt roślinożernych (głównie kóz), które poważnie ograniczają powodzenie reprodukcyjne tej endemicznej rośliny.